# Julianus (hoàng đế)
Julianus (tiếng Latinh: Flavius Claudius Iulianus Augustus,tiếng Hy Lạp: Φλάβιος Κλαύδιος Ἰουλιανός; 331/332  – 26 tháng 6 năm 363), có hỗn danh là Julianus Kẻ bội giáo, hoặc là Julianus Nhà hiền triết, là một hoàng đế La Mã, trị vì từ năm 355 cho đến năm 363. Julianus cũng là một nhà triết học và nhà văn viết tiếng Hy Lạp. Julianus thường được xem là một hoàng đế có tài, nhưng đã gây ra nhiều tranh cãi vì ông ta khôi phục tín ngưỡng đa thần cổ của người La Mã vốn đã bị gạt sang bên lề sau khi Constantinus I tuyên bố ki-tô giáo là quốc giáo La Mã
Julianus là thành viên hoàng tộc nhà Constantinus và là em trai của Constantius Gallus - phó hoàng đế của Constantius II. Năm 355, Constantius II giết Gallus, lập Julianus làm Phó Hoàng đế (Caesar) cai quản các tỉnh phía tây của La Mã. Tại đây, Julianus nhiều lần cầm quân đánh các man tộc phương Bắc xâm lấn, tiêu biểu nhất là trận Argentoratum (357) đánh bại một đội quân đông hơn nhiều lần của người Alamanni. Năm 360, quân sĩ suy tôn Julianus làm Augustus, châm ngòi một cuộc chiến giữa Constantius II và Julianus. Constantinus chết khi chưa kịp giao chiến, Julianus tiến quân vào thủ đô Constantinopolis và tuyên bố là người kế thừa hợp pháp của Constantinus. Năm 362, Julianus đi đánh đế quốc Ba Tư-Sassanid – đối thủ đáng gờm nhất của La Mã phía Nam. Julianus ban đầu thắng trận, nhưng sau thua phải lui quân về, trên đường rút bị trọng thương và chết.
Julianus là một người có tính cách vô cùng khó hiểu và phức tạp đến mức hiếm có: ông là "một nhà chỉ huy quân sự, một tín đồ của thuyết thần trí, một nhà cải cách xã hội, và là một nhà văn"., Julianus là nguyên thủ không theo đạo Ki-tô cuối cùng của La Mã; ông ta đã nỗ lực khôi phục các giá trị truyền thống của La Mã trước thời Constantinus I vì cho rằng điều đó cứu đế quốc khỏi nguy cơ "tan vỡ". Julianus đã cải tổ toàn bộ chính phủ, ban bố các chính sách tẩy chay Ki-tô giáo và hồi phục các truyền thống tôn giáo xưa của người La Mã, mà đặc biệt là thuyết Đa thần Tân Plato. Chính vì vậy mà Giáo hội Ki-tô giáo căm ghét Julianus và đặt cho ông ta hỗn danh là "Julianus Kẻ bội giáo". Do Julianus không có con nối dõi, bộ tướng là Jovianus là lên kế ngôi. Điều này biến Julianus thành hoàng đế cuối cùng của nhà Constantinus, trong khi đây lại là triều đại Ki-tô giáo đầu tiên trong lịch sử Đế quốc La Mã.

## Thiếu thời

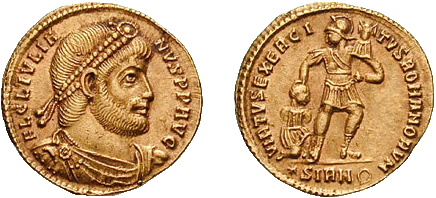
Đồng solidus của Julianus khoảng năm 361. Mặt trước mô tả Julian với bộ râu rậm cùng dòng chữ, FL(AVIVS) CL(AVDIVS) IVLIANVS PP AVG (PP=Pater Patriae, "father of the nation" (Tạm dịch: Người cha tổ quốc) ; AVG=Augustus). Mặt sau mô tả một binh sĩ La Mã đang mang quân huy ở một tay, còn tay còn lại đang bắt một tù binh vừa mới thua trận quỳ gối. Đây là một trong những minh chứng cho sức mạnh quân sự của người La Mã, đi kèm với đó là dòng ký tự VIRTVS EXERCITVS ROMANORVM, "sự đức hạnh của quân đội La Mã". Bên dưới người lính có dòng ký tự SIRM cho biết đồng xu được đúc ở Sirmium, quê hương của gia tộc Constantine.

Flavius Claudius Julianus sinh vào tháng 5 hoặc tháng 6 năm 332 tại thủ đô Constantinopolis, là con thứ ba của tổng tài Julius Constantius với bà Basilina, một người phụ nữ người gốc Hy Lạp. Cả song thân của ông đều là tín đồ Ki-tô giáo. Ông bà nội của ông là Hoàng đế Tây La Mã Constantius Chlorus và người vợ thứ là Flavia Maximiana Theodora. Ông bà ngoại của ông là Julius Julianus, Pháp quan Thái thú của phương Đông dưới thời Hoàng đế Licinius từ năm 315 cho đến năm 324 và là quan Tổng tài sau năm 325. Không rõ bà ngoại của Julianus có tên là gì.
Ông có ba người anh và chị khác mẹ trong số đó nhỏ nhất là Constantius Gallus, lớn hơn ông khoảng 6 tuổi. Mẹ của Julianus qua đời chỉ vài tháng sau khi sinh hạ ông. Dưới sự giám sát của Julius Constantius cha ông, ông được các bà vú giáo dưỡng. Vì Julianus còn quá non trẻ nên Hoàng gia cần rất nhiều bà vú để nuôi dưỡng ông. Tuy không rõ ngày sinh của Julianus, ta biết rõ rằng ông sống êm dịu trong Hoàng cung dưới thời Constantinus I, do đó ông trở nên giàu cảm xúc. Bởi lẽ, tuy Constantinus I thường hiềm khích cha Julianus do ông này là con của bà Theodora - thứ phi của Constantius I của Constantinus I, giờ đây Hoàng đế lại trở nên ưng ái và yêu mến cha của Julianus cùng với những đứa con khác của Constantius I và Theodora. Có lẽ Constantinus I đã là một người bác tốt của Julianus. Nhưng do trong gia thất của Julius Constantius có quá nhiều thái giám và nữ nô nên bà ngoại ông đưa Julianus ra khỏi thủ đô vì sợ những người này sẽ làm hư hỏng đứa trẻ. Ông được nuôi dạy thành một người Ki-tô giáo, bởi lẽ Constantinus I là vị Hoàng đế Ki-tô giáo đầu tiên của Đế quốc La Mã. Ông hẳn là biết tiếng Latinh, nhưng ông viết tiếng Hy Lạp nhiều hơn cả. Ông không ham muốn lên nắm Đế quyền, nhưng ham thích văn hóa.
Tuy nhiên, vào năm 337, mọi chuyện làm tình hình thay đổi: Constantinus I cùng con thứ là Constantius đem quân đi đánh Ba Tư. Nhưng Constantinus I lâm trọng bệnh và qua đời tại Nicomedia, làm xóa tan mọi hy vọng và lạc quan của Hoàng gia đối với Julianus. Có lẽ cha của Julianus tham gia đội Vệ binh Danh dự trong lễ quốc táng Constantinus I. Ngay sau đó, Constantius II đã ban hành luật lệ dưới danh nghĩa của phụ hoàng Constantinus I. Cha của Julianus thì hoàn toàn tránh xa chính sự và không hề muốn tranh giành quyền nối ngôi. Để danh chính ngôn thuận ngôi Hoàng đế của mình, Constantius II đã tiến hành một cuộc thảm sát gia đình Julianus. Ông ta truyền quân giết hại nhiều con cháu của cuộc hôn nhân thứ hai của Constantius I và Theodora, trong số đó có Julius Constantius và người con trai trưởng của ông. Constantius II chỉ ân xá cho hai người anh em của mình là các đồng Hoàng đế Constantinus II và Constans I, và người con trai thứ của Julius Constantius là Gallus anh của Julianus do người này rất ốm yếu. Đến lượt Julianus, các chiến binh cũng toan tiêu diệt ông nhưng ông chỉ mới năm tuổi nên được tha, trở thành tôn thất còn sót lại của tiên hoàng Constantinus I. Ba Hoàng đế Constantius II, Constans I và Constantinus II cùng nhau chia sẻ từng phần lãnh thổ của Đế quốc La Mã. Người ta không rõ là Julianus có chứng kiến tận mắt cảnh cha và anh mình bị hành quyết hay không, nhưng đây là một ký ức ghê rợn mà ông không bao giờ có thể quên được trong suốt cuộc đời mình. Ông còn quá bé để có thể hiểu được những căng thẳng chính trị diễn ra sau khi Constantinus I qua đời. Nhưng đến khi lớn lên, có lẽ Julianus đã nhận thức rằng Constantius II có thể ban quân lệnh bắt các chiến binh phải tha bổng cho cha và anh của ông, nhưng Hoàng đế đã không làm vậy.
Ông và Gallus bị loại trừ khỏi đời sống chính trị và được nhận một nền giáo dục nghiêm khắc của giáo phái Aria Ki-tô giáo. Ban đầu, ông lớn lên ở Bithynia, được nuôi dưỡng bởi bà ngoại của ông, lên bảy tuổi, ông được nhận sự giám hộ của Eusebius của Nicomedia, vị giám mục bán Arian ở Nicomedia, và được dạy bởi Mardonius, một thái giám Goth. Sau khi Eusebius qua đời năm 342, cả Julianus và Gallus bị lưu đày đến lãnh địa hoàng gia của Macellum ở Cappadocia. Ở Đây Julianus đã gặp giám mục Thiên chúa giáo George của Cappadocia. Ở tuổi 18, cuộc sống lưu vong kết thúc và ông cư ngụ một thời gian ngắn ở Constantinopolis và Nicomedia.
Ông trở thành Người đọc kinh, một chức vụ nhỏ trong nhà thờ Thiên chúa giáo, và các ghi chép sau này của ông cho thấy một kiến thức cụ thể từ Kinh Thánh, có khả năng có được trong thời niên thiếu của ông .Khi Nhìn lại cuộc sống của mình trong năm 362, Julianus đã viết, trong ba mươi của đời mình - rằng ông đã trải qua hai mươi năm đầu tiên theo con đường Kitô giáo và mười hai năm theo con đường đích thực(tức là con đường của thần Mặt Trời).
Constantinus II mất trong năm 340 khi ông tấn công em trai Constans. Constans tiếp đó mất vào năm 350 trong cuộc chiến chống lại kẻ cướp ngôi Magnentius. Điều này khiến Constantius II là vị hoàng đế duy nhất còn lại. Để giúp cai trị đế quốc, trong năm 351 ông ta phong cho người anh cùng cha của Julianus, Gallus, làm Caesar của phương Đông, trong khi Constantius II tự chuyển sự chú ý về phía tây đến Magnentius, người mà ông đã đánh bại hoàn toàn vào năm đó. Trong năm 354, Gallus, người đã áp đặt một sự cai trị khủng bố trên các vùng lãnh thổ nằm dưới sự cai quản của ông, đã bị hành quyết. Julianus đã được triệu tập đến triều đình, và bị giam giữ trong một năm, vì bị nghi ngờ về âm mưu mưu phản, đầu tiên với anh trai của ông và sau đó với Claudius Silvanus; ông đã được thả sau đó, một phần vì Hoàng hậu Eusebia can thiệp thay mặt cho ông, và ông đã được phái đến Athens. (Julianus thể hiện lòng biết ơn của mình với hoàng hậu Eusebia trong bài diễn văn thứ ba của ông.)

### Caesar ở Gaul

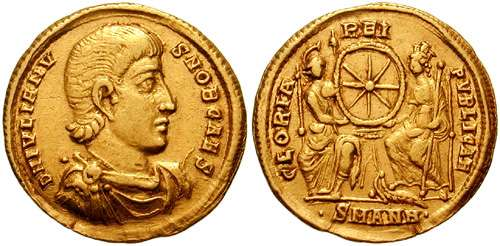
Đồng xu của Julianus trong thời kỳ ông là Ceasar (đúc tại Antioch)

Sau khi đối phó với các cuộc nổi loạn của Magnentius và Sylvanus, Constantius cảm thấy ông cần một đại diện thường trực ở Gaul. Năm 355, Julianus đã được triệu hồi đến diện kiến hoàng đế ở Mediolanum và vào ngày 06 tháng 11 đã được phong làm Caesar của phương Tây, kết hôn với em gái Constantius, Helena.

#### Chiến dịch chống lại những bộ lạc German
Trong năm 356, trong suốt chiến dịch đầu tiên của mình, ông đã dẫn một đội quân đến sông Rhine, tham gia cuộc chiến với các rợ và giành lại một số thành phố đã rơi vào tay người Frank, bao gồm Colonia Agrippina (Köln). Với thành công dễ dàng của mình, ông đã rút về Gaul để trú đông, chia lực lượng của mình để bảo vệ các thị trấn khác nhau, và lựa chọn thị trấn nhỏ Senon gần Verdun để chờ đợi mùa xuân . Điều này hóa ra lại là một sai lầm chiến thuật, lực lượng của ông để lại bảo vệ mình là không đủ khi một lượng lớn quân đội của người Frank bao vây thành phố và Julianus đã hầu như bị giam giữ ở đó trong vài tháng cho đến khi tướng Marcellus của ông đoái hoài đến việc giải vây. Mối quan hệ giữa Julianus và Marcellus dường như không tốt đẹp cho lắm. Constantius chấp nhận những báo cáo của Julianus và Severus đã thay Marcellus nắm giữ chức tổng chỉ huy kị binh 
Năm tiếp theo chứng kiến một cuộc hành quân phối hợp được lên kế hoạch bởi Constantius để giành lại quyền kiểm soát vùng Rhine từ tay các bộ lạc Đức đã tràn qua sông sang bờ phía tây. Từ phía nam tổng chi huy quân đội của ông(Magister peditum) Barbatio đến từ Milan và tập trung các lực lượng tại Augst (gần chỗ uốn cong của sông Rhine), sau đó hướng về phía Bắc với 25.000 binh sĩ, Julianus với 13.000 binh sĩ sẽ di chuyển về phía đông từ Durocortorum (Reims). Tuy nhiên, trong khi Julianus đang hành quân, một nhóm người Laeti tấn công Lugdunum (Lyon) và Julianus đã phải trì hoãn để đối phó với họ. Điều này để cho Barbatio không được hỗ trợ và ở sâu trong lãnh thổ của người Alamanni, vì vậy ông ta cảm thấy buộc phải rút lui, theo con đường cũ của mình. Như vậy đã kết thúc cuộc hành quân phối hợp chống lại các bộ lạc Đức
Với việc Barbatio rút lui một cách an toàn, vua Chnodomarius dẫn đầu một liên minh của người Alamanni chống lại Julianus và Severus tại của trận Argentoratum. Người La Mã đã đông hơn rất nhiều  và trong sức nóng của trận chiến một nhóm 600 kỵ binh bên cánh phải đã tan rã, nhưng, lợi dụng trọn vẹn sự hạn chế của địa hình, người La Mã đã chiến thắng áp đảo. Kẻ thù của họ bị đánh tan và bỏ chạy hướng ra sông. Vua Chnodomarius đã bị bắt và sau đó gửi đến chỗ của Constantius tại Milan.
Thay vì đuổi theo kẻ thù bên kia bờ sông Rhine, Julianus tiến quân theo phía bắc sông Rhine, con đường ông đã đi vào năm trước trên đường trở về để Gaul, nhưng tại cây cầu (Mainz) Moguntiacum ông đã vượt qua sông và thực hiện một cuộc cướp phá bất ngờ vào vùng lãnh thổ của người Alamanni, nơi mà các lực lượng La Mã đã không có mặt trong nhiều năm, khiến ba vị vua phải quy phục. Hành động này cho người Alamanni thấy rằng Rome một lần nữa có mặt và hoạt động trong khu vực này. Trên đường trở lại khu trú đông ở Paris, ông đối phó với một nhóm người Frank đã nắm quyền kiểm soát một số pháo đài bị bỏ rơi dọc theo sông Meuse .
Trong năm 358, Julianus đã đạt được chiến thắng trước dân Salian của người Franks ở Hạ lưu sông Rhine, định cư họ ở Toxandria trong Đế chế La Mã, phía bắc của thành phố Tongeren ngày nay, và trước dân Chamavi, những người đã bị trục xuất trở lại Hamaland.

## Thuế khóa và chính quyền

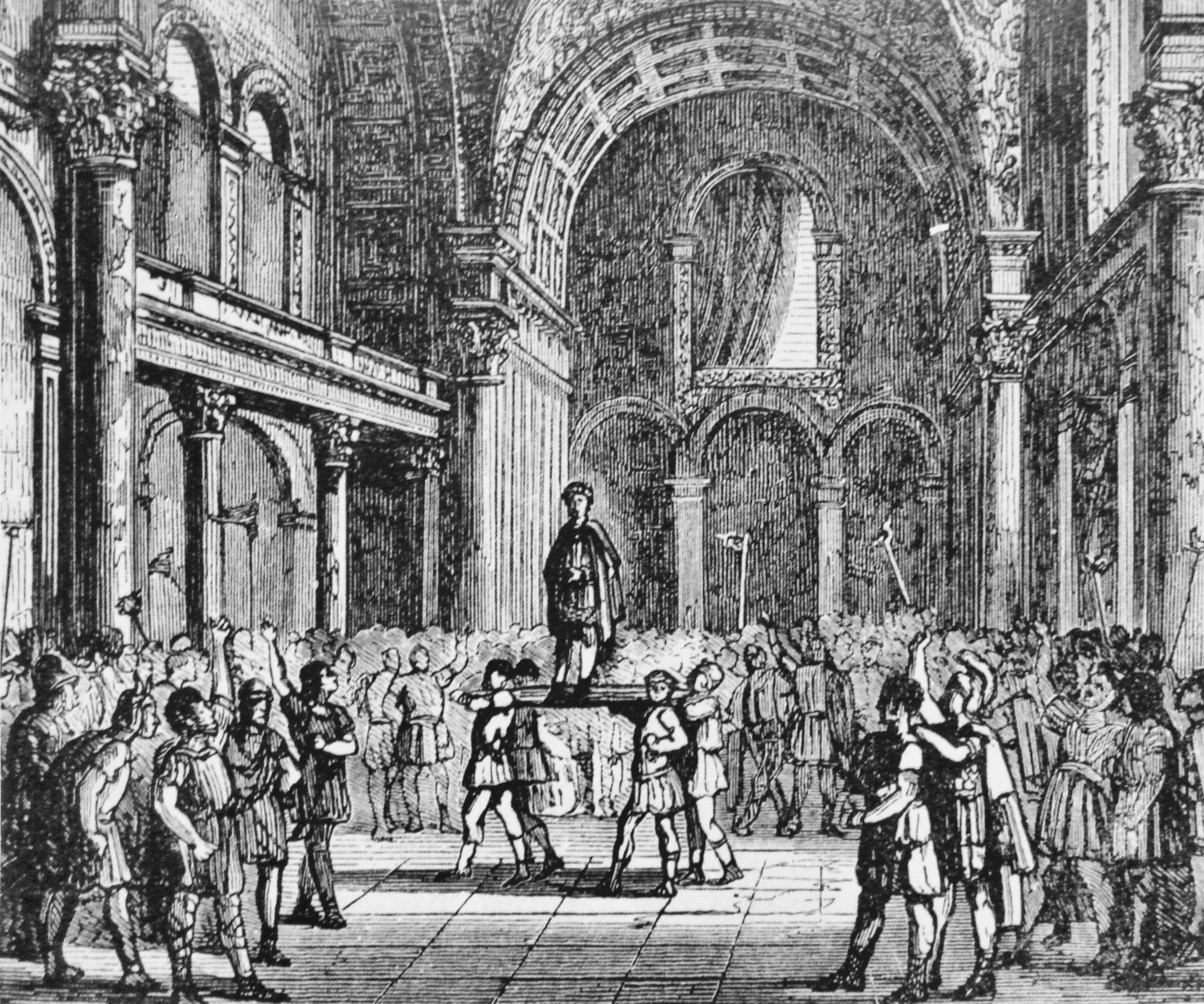
Một bức tranh thế kỷ 19 mô tả cảnh Julianus tuyên bố trở thành hoàng đế tại Paris vào tháng 2 năm 360, đứng trên một tấm khiên theo phong cách Frank (quang cảnh theo truyền thuyết là tại Thermes de Cluny, khi đó được cho là Cung điện Hoàng gia).

Vào cuối năm 357,Julianus, với uy tín từ những chiến thắng của ông trước người Alamanni đã giúp cho ông có được sự tin tưởng, ngăn chặn sự gia tăng thuế của pháp quan thái thú xứ Gaul, Florentius và bản thân ông tự mình chịu cai quản tỉnh Belgica Secunda. Đây là kinh nghiệm đầu tiên của Julianus với việc quản lý chính quyền dân sự. Đúng ra đó là một vai trò của pháp quan thái thú. Tuy nhiên, Florentius và Julianus thường xung đột trong việc quản lý xứ Gaul. Ưu tiên đầu tiên của Julianus, khi là Caesar và là chỉ huy trên danh nghĩa ở Gaul, là đánh đuổi những dân tộc man rợ đã xâm phạm biên giới Rhine.

### Nổi dậy ở Paris
Vào năm thứ tư ở Gaul của Julianus, Hoàng đế Sassanid, Shapur II, xâm chiếm Lưỡng Hà và chiếm thành phố Amida sau 73 ngày vây hãm. Trong tháng 2 năm 360, Constantius II đã ra lệnh triệu tập hơn một nửa quân đội Gaul của Julianus vào quân đội phía đông của ông ta, các mệnh lệnh không thông qua Julianus mà trực tiếp đến các vị tướng quân đội. Mặc dù Julianus lúc đầu đã cố gắng để tiến hành theo trình tự, nó đã gây ra một cuộc nổi dậy bởi đội quân Petulantes, những người không có mong muốn rời khỏi Gaul.
Quân đội đã tuyên bố Julianus làm Augustus ở Paris, và điều này đã dẫn đến một nỗ lực quân sự rất nhanh chóng để bảo vệ hoặc giành được lòng trung thành của những người khác. Mặc dù đầy đủ chi tiết không rõ ràng, có ít bằng chứng cho thấy rằng Julianus có thể đã dính líu đến việc kích động cuộc nổi dậy. Ngay sau đó, ông đã quay trở lại đối phó với tình trạng lộn xộn như thường lệ ở Gaul, từ tháng sáu tới tháng 8 năm đó, Julianus đã tiến hành một chiến dịch thành công chống lại người Attuarian Frank. Julian bắt đầu công khai sử dụng tước hiệu Augustus thậm chí còn phát hành tiền xu với tước hiệu này, đôi lúc với Constantius, đôi khi không.

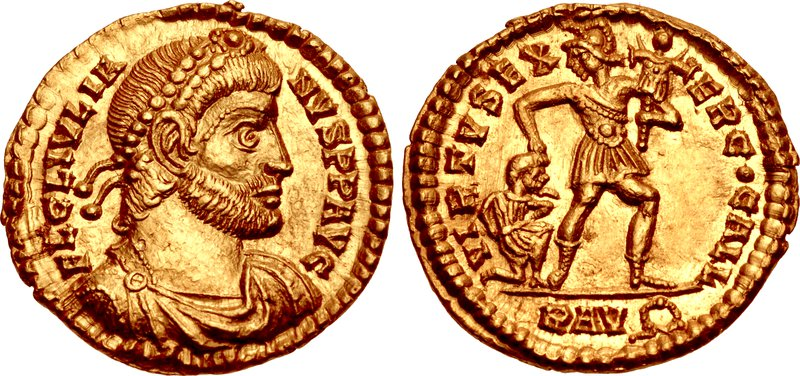
Đồng xu cuả Julianus đúc tại Ravenna năm 361, trong thời kỳ nội chiến với Constantius. Mặt sau đồng xu có các ký tự VIRTVS EXERCI-TVS ROMANORVM (virtus exerc(itus) gall(icarum), tạm dịch là "sự đức hạnh quả quân đoàn Gaul"), nhằm ăn mừng việc các quân đoàn của Julianus ở Gaul tuyên bố ông là hoàng đế.

Trong mùa xuân năm 361, Julianus đã chỉ huy quân đội của ông vào lãnh thổ của người Alamanni, tại nơi đó, ông bắt sống được vua của họ, Vadomarius. (Julian cho rằng Vadomarius đã liên minh và Constantius xúi giục ông ta tấn công biên giới của Raetia). Julianus sau đó đã chia quân đội của mình, phái một đạo quân đến Raetia, một đạo đến miền bắc Italy và đạo thứ ba, do đích thân ông chỉ huy, tiến quân dọc theo sông Danube bằng tàu. Lực lượng của ông tuyên bố kiểm soát Illyricum và vị tướng của ông, Nevitta, chiếm giữ con đường độc đạo Succi tiến vào Thrace.
Tuy nhiên, vào tháng Sáu, lực lượng trung thành với Constantius đã chiếm được thành phố Aquileia trên bờ biển Adriatic ở phía bắc, một sự kiện đe dọa sẽ chia cắt Julianus với những đội quân còn lại của ông, trong khi đó quân đội của Constantius đang hành quân về phía ông từ phía đông. Aquileia được sau đó bị bao vây bởi 23.000 lính trung thành với Julianus. Tất cả những gì mà Julianus có thể làm được lúc đó là yên vị tại Naissus, thành phố mà Constantinus I đã sinh ra ở đây, chờ đợi tin tức và viết thư cho các thành phố khác nhau ở Hy Lạp biện minh cho hành động của mình (trong đó chỉ có bức thư gửi cho người Athens đã còn tồn tại trong tình trạng nguyên vẹn). May thay, đế quốc đã tránh khỏi một cuộc nội chiến khi mà Constantius qua đời đột ngột vào ngày 3 tháng 11, và trong di chúc cuối cùng của ông ta, Julianus được công nhận là người kế nhiệm hợp pháp của ông.

## Vị hoàng đế mới và sự cai trị của ông

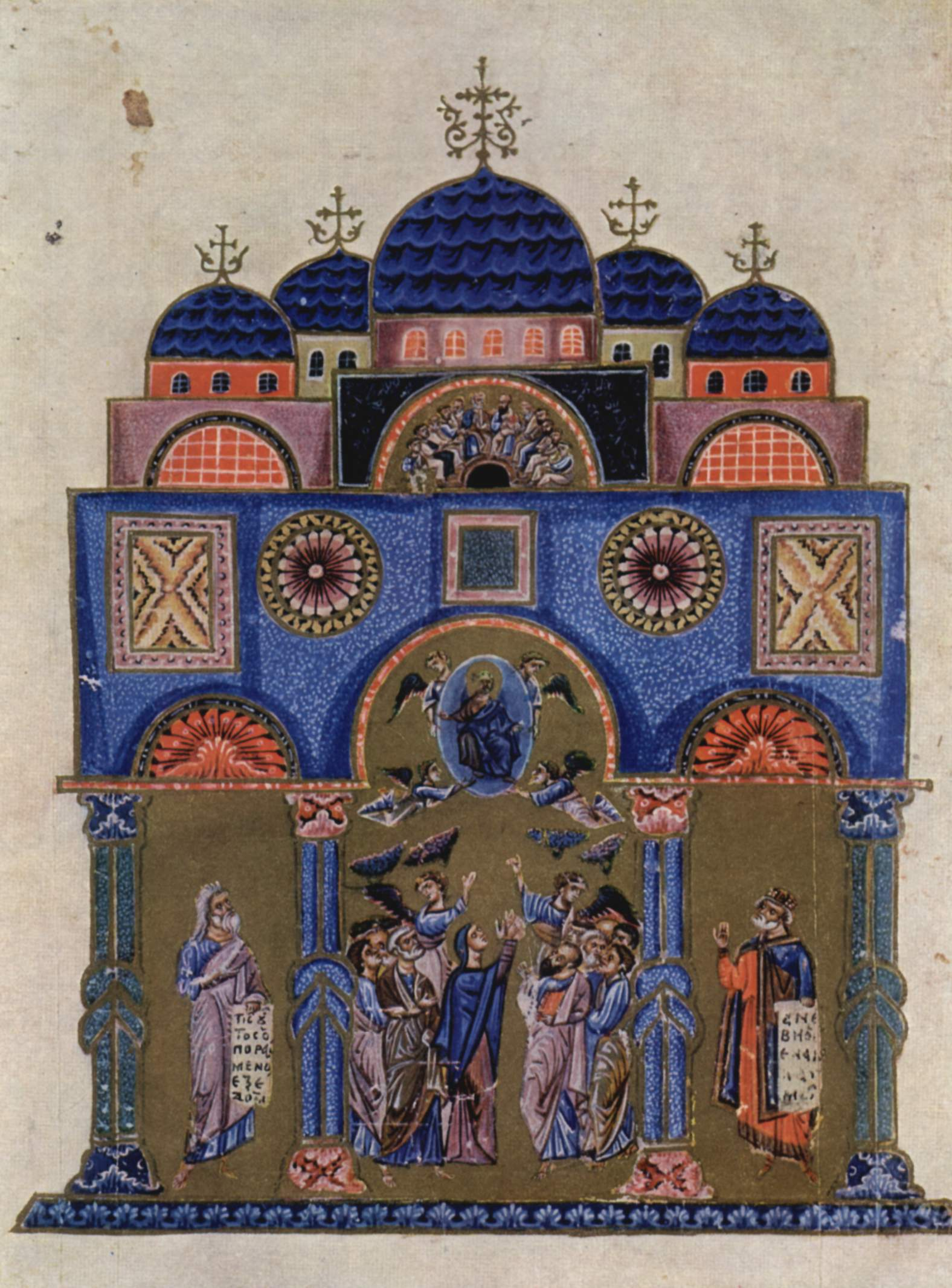
Nhà thờ của các Thánh Tông đồ, nơi Julian chôn cất thi thể cuả Constantius II.

Ngày 11 Tháng 12, năm 361, Julianus đã tiến vào Constantinople với vai trò là vị hoàng đế duy nhất, và bất chấp sự bác bỏ Kitô giáo của mình, hành động chính trị đầu tiên của ông là chủ trì việc chôn cất Constantius theo nghi lễ Kitô giáo, hộ tống thi hài tới nhà thờ của các thánh Tông Đồ, tại đó nó được đặt bên cạnh thi hài của Constantinus I. Hành động này là một sự minh chứng về quyền kệ vị hợp pháp của ông Ông cũng được cho là đã chịu trách nhiệm cho việc xây dựng nhà thờ Santa Costanza trên một giáo phận Kitô giáo ngay bên ngoài Rome như một lăng mộ cho vợ ông, Helena và người chị dâu Constantina.

### Trận Ctesiphon
Giữa tháng 5 năm 363, quân đội La Mã đã áp sát các thành lũy kiên cố bao quanh thủ đô Ctesiphon. Julianus đã huy động thủy quân chở binh sĩ sang sông Tigris trong màn đêm. Quân La Mã đã đánh thắng quân Ba Tư]] trước cổng thành phố và đẩy họ vào nội đô Ctesiphon. Tuy nhiên, quân La Mã không chiếm được thủ đô Ba Tư và vẫn chưa có hướng đi cụ thể trong lúc quân chủ lực Ba Tư đang di chuyển về thành phố. Các tướng của Julianus khuyên ông ta không nên tổ chức bao vây Ctesiphon vì thành phố có hệ thống phòng thủ rất mạnh, thêm vào đó đại quân của vua Ba Tư Shapur II đã tiến gần tới thành phố. Không muốn bỏ lỡ cơ hội phát huy thắng lợi ban đầu của mình, Julianus cho quân tiến sâu vào lãnh thổ Ba Tư.

### Tác phẩm của Julianus

Ioulianou autokratoros ta sozomena, 1696

Các bản dịch tiếng Anh có sẵn trên các trang web:
- Oration upon the Sovereign Sun. Transl. C.W. King, 1888.
- Oration upon the Mother of the Gods. Transl. C.W. King, 1888.
- The Caesars. Transl. W.C. Wright, 1913.
- Misopogon. Transl. W.C. Wright, 1913.
- Against the Galileans: remains of the 3 books, excerpted from Cyril of Alexandria, Contra Julianum. Transl. C.W. King, 1888.
- An extract from the writings of Julian on the creation comparing Platonic and Jewish teachings Lưu trữ ngày 24 tháng 5 năm 2011 tại Wayback Machine, trans. Thomas Taylor, 1793.
- Two Orations of the Emperor Julian, at sacred-texts, translated by Thomas Taylor, 1793.

The Greek text and English translations of Julian's writings are available in
- Wright, W.C., The Works of the Emperor Julian, Loeb Classical Library, Harvard University Press, 1913/1980, 3 Volumes. Volume 1, Volume 2, Volume 3, at the Internet Archive

#### Viết về Julianus
- Ammianus Marcellinus, Res Gestae, Libri XV-XXV (books 15–25). See J.C. Rolfe, Ammmianus Marcellinus, Harvard University Press, Cambridge Mass., 1935/1985. 3 Volumes.
- Claudius Mamertinus, "Gratiarum actio Mamertini de consulato suo Iuliano Imperatori", Panegyrici Latini, panegyric delivered in Constantinople in 362, also as a speech of thanks at his assumption of the office of consul of that year
- Gregory Nazianzen, Orations, "First Invective Against Julian", "Second Invective Against Julian". Both transl. C.W. King, 1888.
- Libanius, Monody — Funeral Oration for Julian the Apostate. Transl. C.W. King, 1888.

### Các tư liệu thứ cấp
- Roberts, Walter E., and Michael DiMaio, "Julian the Apostate (360–363 A.D.)", De Imperatoribus Romanis (2002)
- Athanassiadi, Polymnia. Julian. An Intellectual Biography Routledge, London, 1992. ISBN 0-415-07763-X
- Bowersock, Glen Warren. Julian the Apostate. London, 1978. ISBN 0-674-48881-4
- Browning, Robert. The Emperor Julian, London, 1975.
- Dodgeon, Michael H. & Samuel N.C. Lieu, The Roman Eastern Frontier and the Persian Wars AD 226–363, Routledge, London, 1991. ISBN 0-203-42534-0
- Drinkwater, John F., The Alamanni and Rome 213–496 (Caracalla to Clovis), OUP Oxford 2007. ISBN 0199295689
- Hunt, David. "Julian". In The Cambridge Ancient History, Volume 13 (Averil Cameron & Peter Garnsey editors). CUP, Cambridge, 1998. ISBN 0-521-30200-5
- Lascaratos, John and Dionysios Voros. 2000 Fatal Wounding of the Byzantine Emperor Julian the Apostate (361–363 A.D.): Approach to the Contribution of Ancient Surgery. World Journal of Surgery 24: 615–619
- Lenski, Noel Emmanuel Failure of Empire: Valens and the Roman State in the Fourth Century AD UC Press: London, 2003
- Lieu, Samuel N.C. & Dominic Montserrat: editors, From Constantine to Julian: A Source History Routledge: New York, 1996. ISBN 0-203-42205-8
- Murdoch, Adrian. The Last Pagan: Julian the Apostate and the Death of the Ancient World, Stroud, 2005, ISBN 0-7509-4048-4
- Potter, David S. The Roman Empire at Bay AD 180–395, Routledge, New York, 2004. ISBN 0-415-10058-5
- Ridley, R.T., "Notes on Julian's Persian Expedition (363)", Historia: Zeitschrift für Alte Geschichte, Vol. 22, No.ngày 1 tháng 2 năm 1973, pp. 317–330
- Rohrbacher, David. Historians of Late Antiquity. Routledge: New York, 2002. ISBN 0-415-20459-3
- Rosen, Klaus. Julian. Kaiser, Gott und Christenhasser. Klett-Cotta, Stuttgart, 2006.
- Smith, Rowland. Julian's gods: religion and philosophy in the thought and action of Julian the Apostate, London, 1995. ISBN 0-415-03487-6
- Tougher, Shaun. Julian the Apostate. Edinburgh University Press, 2007. ISBN 0748618872.
- Veyne, Paul. L'Empire Gréco-Romain. Seuil, Paris,2005. ISBN 2-02-057798-4